# École nationale supérieure des arts de la marionnette
 (décembre 2022).
La mise en forme du texte ne suit pas les recommandations de Wikipédia : il faut le « wikifier ».
Les points d'amélioration suivants sont les cas les plus fréquents :
- Les titres sont pré-formatés par le logiciel. Ils ne sont ni en capitales, ni en gras.
- Le texte ne doit pas être écrit en capitales (les noms de famille non plus), ni en gras, ni en italique, ni en « petit »…
- Le gras n'est utilisé que pour surligner le titre de l'article dans l'introduction, une seule fois.
- L'italique est rarement utilisé : mots en langue étrangère, titres d'œuvres, noms de bateaux, etc.
- Les citations ne sont pas en italique mais en corps de texte normal. Elles sont entourées par des guillemets français : « et ».
- Les listes à puces sont à éviter, des paragraphes rédigés étant largement préférés. Les tableaux sont à réserver à la présentation de données structurées (résultats, etc.).
- Les appels de note de bas de page (petits chiffres en exposant, introduits par l'outil «  Source ») sont à placer entre la fin de phrase et le point final[comme ça].
- Les liens internes (vers d'autres articles de Wikipédia) sont à choisir avec parcimonie. Créez des liens vers des articles approfondissant le sujet. Les termes génériques sans rapport avec le sujet sont à éviter, ainsi que les répétitions de liens vers un même terme.
- Les liens externes sont à placer uniquement dans une section « Liens externes », à la fin de l'article. Ces liens sont à choisir avec parcimonie suivant les règles définies. Si un lien sert de source à l'article, son insertion dans le texte est à faire par les notes de bas de page.
- La présentation des références doit suivre les conventions bibliographiques. Il est recommandé d'utiliser les modèles {{Ouvrage}}, {{Chapitre}}, {{Article}}, {{Lien web}} et/ou {{Bibliographie}}. Le mode d'édition visuel peut mettre en forme automatiquement les références.
- Insérer une infobox (cadre d'informations à droite) n'est pas obligatoire pour parachever la mise en page.

Pour une aide détaillée, merci de consulter Aide:Wikification.
Si vous pensez que ces points ont été résolus, vous pouvez retirer ce bandeau et améliorer la mise en forme d'un autre article.
L'École nationale supérieure des arts de la marionnette, aussi appelée ESNAM, a été créée en 1987 à Charleville-Mézières sous l'impulsion de Margareta Niculescu et de Jacques Félix. Ancrée dans le projet de l'Institut international de la marionnette pendant 37 ans, elle est au cœur du projet du Pôle international de la marionnette - association réunissant l’ensemble des composantes de la filière marionnette : formation initiale et continue, recherche, patrimoine, création, médiation et diffusion - depuis le 1er janvier 2025.

## Naissance de l'École Nationale Supérieure des Arts de la marionnette
C'est en 1972 que Margareta Niculescu rencontre pour la première fois Jacques Félix et Charleville-Mézières. C'est à travers les différents rassemblements à Charleville-Mézières en 1972, 1976 et 1980 à l'occasion du Festival que seront mis en avant « les mutations vécues par les esthétiques de la marionnette » et ce à l'occasion de rencontres, de débats, d'échanges. Se fait alors sentir le besoin de davantage de lieux de recherche, de création, d'expérimentation,. 
Jacques Félix travaillera ensuite d'arrache-pied pour obtenir de la part du maire de la ville la mise à disposition d'une maison Place Winston Churchill. Et c'est en 1981 que l'Institut international de la marionnette ouvre ses portes. En associant l'UNIMA qui a pour objectif principal la formation professionnelle des marionnettistes au projet de l'institut, Jacques Félix affirme son désir de créer une école destinée à la formation des marionnettistes qui réclamaient davantage d'espace pour l'expérimentation notamment et l'apprentissage d'un savoir-faire non plus « sur le tas », comme c'était le cas jusqu'à présent en France. Henryk Jurkowski alors président de l'UNIMA et Margareta Niculescu -fondatrice et présidente de la Commission pour la formation professionnelle de l'UNIMA- vont alors rejoindre Jacques Félix pour cette grande entreprise. L'ESNAM ouvre ses portes en 1987. En l'honneur de sa fondatrice, elle porte désormais le nom de Margareta Niculescu.
"[...] Au sein de l'école, nous sommes appelés à veiller à l'épanouissement des ressources créatives, par la pluridisciplinarité du programme, par la confrontation avec des maîtres créateurs, par le contact avec le quotidien du théâtre.[...] Une école est avant tout, promotion après promotion, une aventure humaine, jamais pareille."- Margareta Niculescu, article École de Théâtre, école de la vie.
Depuis le 1er janvier 2025, l’école est au cœur du projet du Pôle International de la Marionnette – Jacques Félix, structure résultant de la fusion de deux associations majeures de la marionnette, Les Petits Comédiens de Chiffons qui porte le Festival Mondial des Théâtres de Marionnettes, et l’Institut International de la Marionnette.

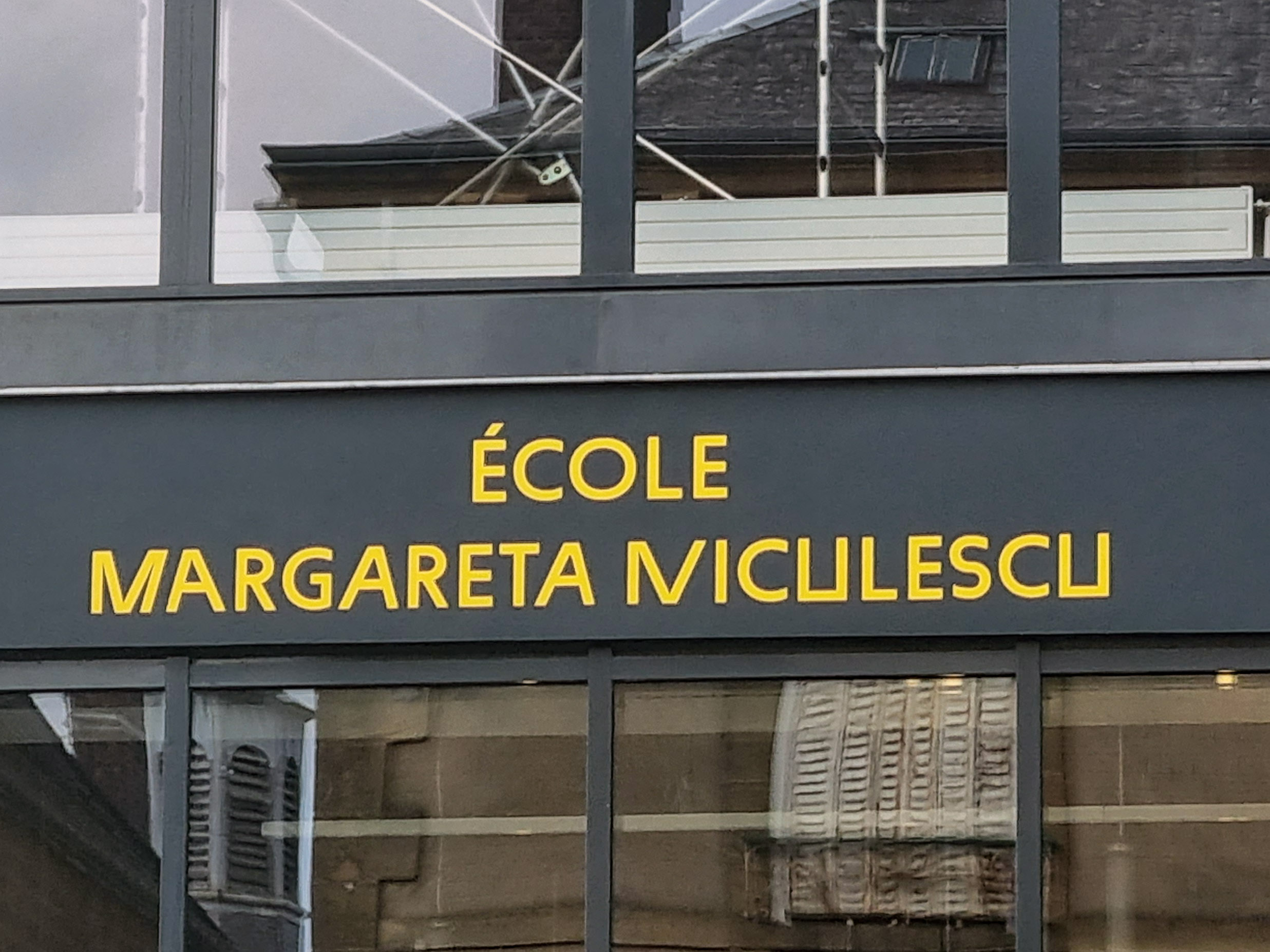
École Nationale Supérieure des Arts de la Marionnette - Margareta Niculescu

## Formation
Le cursus de formation dure 3 ans. Le recrutement se faisait lui aussi tous les 3 ans, l'École n'accueillait qu'une promotion à la fois jusqu'en 2016. Pour la première fois de son histoire, à la rentrée 2016, deux promotions se croisent : la 10e promotion termine son cursus alors que la 11e le démarre.  Ceci est rendu possible par la construction d'un bâtiment conçu pour la formation initiale des arts de la marionnette. L'ouverture a eu lieu en septembre 2017 avenue Jean Jaurès, en plein centre de Charleville-Mézières. L'expérience du tuilage des promotions ne sera pas prolongée après le recrutement de la 12e promotion, principalement pour des raisons de budget. 
Depuis sa création, l'École a vu se succéder différents directeurs pédagogiques faisant ainsi évoluer le programme d'enseignement. Après Margareta Niculescu, ont notamment occupé ce poste : Roman Paska, François Lazaro et Jean-Louis Heckel. Jean-Louis Heckel a assuré la responsabilité pédagogique depuis la dernière année d'étude de la 6e promotion (2004-2005)  jusqu'au diplôme de la 9e promotion (juin 2014) sous la direction de Lucile Bodson. Éloi Recoing a ensuite été nommé à la direction de l'Institut International de la Marionnette et a endossé la responsabilité de l'École jusqu'au recrutement de Nathalie Élain comme directrice de la formation. De 2019 à 2021, c'est Brice Coupey, spécialiste de la marionnette à gaine qui a assumé cette responsabilité. À la suite de son départ, c'est Alexandra Vuillet qui est nommé à ce poste, dont elle sera démise dès le mois de décembre 2021. À partir de la rentrée 2022 Sarah Anaïs Andrieu est engagée en tant que responsable pédagogique. 
Après avoir élu domicile dans les locaux de l'Institut International de la Marionnette, l'École a ensuite déménagé rue du Petit Bois. Elle bénéficie aujourd'hui d'un nouveau bâtiment avenue Jean-Jaurès. 
L'école a une vocation internationale et accueille ainsi un certain nombre d'élèves étrangers par promotion, à l'exception notable de la 13e promotion, dont le recrutement en pleine épidémie de coronavirus a empêché l'admission d'étudiants étrangers. 
La formation se déroule comme suit :
- La première année est destinée à acquérir les outils fondamentaux : les techniques classiques de manipulation ainsi que les techniques classiques en arts plastiques, mais aussi l'interprétation avec la marionnette, la culture générale et artistique, le travail corporel et vocal ainsi que l'apprentissage d'une langue vivante.
- Les deuxième et troisième années sont davantage marquées par la création autour de différents temps forts : une création collective mise en scène par un metteur en scène invité, les solos de tous les élèves et enfin en juin de la troisième année, les élèves soutiennent leurs diplômes à travers des projets personnels.  Exception faite en 2017, Éloi Recoing ayant fait le choix d'une création collective unique pour la 10e promotion qui a présenté en juin 2017 le Cercle de Craie caucasien de Bertolt Brecht dans une mise en scène de Bérangère Vantusso.

À l'issue des trois années d'études, les élèves obtenaient un diplôme des métiers d'art (DMA) jusqu'en 2016. Ils se voient délivrer un diplôme national supérieur professionnel du comédien (DNSPC), spécialité acteur-marionnettiste depuis juin 2017. L'École est habilitée par le ministère de la culture à délivrer ce diplôme depuis juillet 2016 . Ce diplôme de niveau 6 valide l'acquisition des connaissances et des compétences générales et professionnelles correspondant à l'exercice du métier d'acteur-marionnettiste. Une convention de  partenariat avec l'Université de Picardie Jules Verne d'Amiens (UPJV)  permet par ailleurs aux étudiants de valider, en lien avec le DNSPC, une licence Arts du spectacle option Arts de la marionnette. Aujourd'hui (2019), ce diplôme vaut grade licence Arts du spectacle et permet une poursuite d'études en master.

## Anciens élèves
Quelques personnalités ayant reçu une formation dans cette école :
- Basil Twist  / 2e promotion (1990-1993)
- Jonathan Capdevielle / 4e promotion (1996-1999)
- Renaud Herbin / 4e promotion (1996-1999)
- Gisèle Vienne / 4e promotion (1996-1999)
- Yngvild Aspeli / 7e promotion (2005-2008)